# 朗格內斯灣
68°30′S 78°15′E / 68.500°S 78.250°E
朗格內斯灣是南極洲的海灣，處於朗格內斯半島和布雷德內斯半島之間，長19公里，該海灣由挪威製圖師根據該國探險隊拍攝的空中照片被繪入地圖。